# نکستدور
نکستدور (انگلیسی: Nextdoor) شرکت نرم‌افزار آمریکایی است، که در سال ۲۰۰۸ تأسیس شد.